# Poloneses op. 71 (Chopin)
Les Poloneses op. 71 són un conjunt de tres poloneses compostes per Frédéric Chopin en els seus inicis, possiblement entre 1825 i 1828 (quan tenia uns 15-18 anys). Després de la mort del compositor, Julian Fontana va elaborar un inventari i realitzar algunes publicacions. Les Poloneses op. 71 van ser publicades el 1855.
El caràcter i la tonalitat de cada polonesa són:
- Núm. 1: Allegro maestoso, en re menor.
- Núm. 2: Allegro moderato, en si bemoll major.
- Núm. 3: Allegro moderato, en fa menor.

Com la majoria de poloneses de Chopin, tenen una estructura en forma ternària.